# Spoorlijn Oldenburg - Leer
De spoorlijn Oldenburg – Leer is een Duitse spoorlijn als spoorlijn 1520 onder beheer van DB Netze.

## Geschiedenis

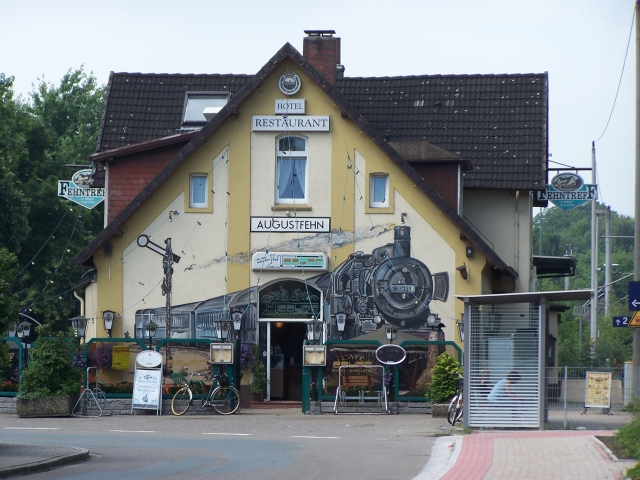
oostelijke gevel van het station Augustfehn

Het traject werd door de Großherzoglich Oldenburgischen Staatseisenbahn aangelegd en op 15 juni 1869 geopend.
Het enkelsporige traject sluit in Leer aan op het traject van Hamm naar Emden. Tevens bestaat de mogelijkheid om in Leer over te stappen op de stoptrein naar Groningen. Deze trein rijdt via Ihrhove en Nieuweschans naar Groningen.
In 1920 werden de trajecten van de Großherzoglich Oldenburgische Eisenbahn in de nieuw opgerichte DR opgenomen.
In december 2014 werd bij de Carl von Ossietzky-universiteit het nieuwste station, Oldenburg-Wechloy, geopend.

## Treindiensten

### DB
De Deutsche Bahn verzorgt het personenvervoer op dit traject met IC en RE treinen.
| Serie | Treinsoort                       | Route | Bijzonderheden |
| ----- | -------------------------------- | --- | --- |
| IC 56 | Intercity (DB Fernverkehr)       | [ [ Norddeich Mole ] / [ Emden Außenhafen ] – Emden Hbf – Leer (Ostfriesl) – Oldenburg (Oldb) Hbf – Bremen Hbf – Hannover Hbf – Braunschweig Hbf ] / [ Warnemünde – Rostock Hbf – Bützow – Bad Kleinen – Schwerin Hbf – Ludwigslust – Wittenberge – Stendal Hbf ] – Magdeburg Hbf – [ Halle (Saale) Hbf – Leipzig Hbf ] / [ Brandenburg Hbf – Potsdam Hbf – Berlin Hbf – Berlin Ostbahnhof – Cottbus ] | Eén trein per dag vanaf Magdeburg Hbf naar Cottbus. Eén trein per dag vanaf Warnemünde. Tussen Norddeich Mole en Bremen Hbf worden ook plaatsbewijzen van het regionale verkeer geaccepteerd. |
| RE 1  | Regional-Express (DB Regio Nord) | Hannover Hbf – Nienburg (Weser) – Verden (Aller) – Bremen Hbf – Delmenhorst – Hude – Oldenburg (Oldb) Hbf – Leer (Ostfriesl) – Emden Hbf – Norddeich Mole | Rijdt eenmaal per twee uur. |

### S-Bahn van Bremen
De NordWestBahn heeft in maart 2008 de aanbesteding van de S-Bahn van Bremen voor de periode van 2010 tot 2021 gewonnen.
| Serie | Treinsoort                  | Route                                                             | Bijzonderheden |
| ----- | --------------------------- | ----------------------------------------------------------------- | -------------- |
| S3    | Regio-S-Bahn (NordWestBahn) | Bremen Hbf – Delmenhorst – Oldenburg (Oldb) Hbf – Bad Zwischenahn |                |

## Aansluitingen
In de volgende plaatsen is of was er een aansluiting op de volgende spoorlijnen:
OldenburgDB 1500, spoorlijn tussen Oldenburg en Bremen
DB 1501, spoorlijn tussen Oldenburg en Brake
DB 1502, spoorlijn tussen Oldenburg en Osnabrück
DB 1522, spoorlijn tussen Oldenburg en Wilhelmshaven
Bad Zwischenahnlijn tussen Bad Zwischenahn en Edewechterdamm
Westerstede-OcholtDB 1534, spoorlijn tussen Ellenserdamm en Ocholt
DB 1521, spoorlijn tussen Cloppenburg en Ocholt
LeerDB 2931, spoorlijn tussen Hamm en Emden
Kreisbahn Aurich, smalspoorlijn tussen Leer, Aurich en Wittmund / Bensersiel

## Elektrische tractie
Het traject werd in 1992 geëlektrificeerd met een wisselspanning van 15.000 volt 16 2/3 Hz.